# Simpsons Roasting on an Open Fire
«Simpsons Roasting on an Open Fire» (с англ. — «Симпсоны жарятся на открытом огне»), другое название «The Simpsons Christmas Special» (с англ. — «Симпсоны. Рождественский выпуск») — первая серия первого сезона мультсериала «Симпсоны». Впервые вышла 17 декабря 1989 года на телеканале «Fox».

## Сюжет
В Спрингфилдской начальной школе, где учатся дети Симпсонов, проходит рождественский утренник. Гомер и Мардж Симпсоны, сидя в зале, смотрят на выступления детей. Второклассники представляют Санта-Клаусов разных стран: Лиза в весьма откровенном наряде и маске, вооружившись двумя горящими палками, исполняет танец Санта-Клауса Южных морей. Четвёртый класс хором исполняет рождественские песни, но Барт нарочно перевирает слова и его выгоняют со сцены.
Вечером дома семья занята предпраздничными хлопотами — Гомер пытается украсить крышу гирляндами из лампочек, Мардж пишет письма родственникам, а дети — Санта-Клаусу. Лиза хочет получить пони, а Барт — татуировку, но Мардж запрещает им это.
На Спрингфилдской атомной электростанции, где работает Гомер, отменяют рождественскую премию. В то же время Мардж тратит все свои накопления на то, чтобы сделать лазерную операцию по выведению татуировки, которую тайком сделал Барт. В итоге Симпсоны накануне праздника остаются практически без денег. Но Гомер скрывает от жены отсутствие премии: он сам делает покупки, а ёлку противозаконно спиливает в лесу, чтобы не тратить денег.
Приятель Гомера Барни Гамбл подаёт ему идею поработать Санта-Клаусом. Однако, когда приходит время получить зарплату, Гомеру дают всего 13 долларов. Вместе с сыном он идёт на собачьи бега в надежде выиграть, но его последние деньги пропадают, когда он ставит на собаку по кличке Маленький помощник Санты. Хозяин выгоняет этого пса, а Барт уговаривает Гомера взять его. Отец и сын возвращаются домой без денег, но с новым четвероногим другом, и вся семья радостно празднует Рождество, забыв о проблемах.
Во время титров семья празднует и поёт песню «Rudolph, the Red-Nosed Reindeer», которую Барт опять портит другими словами.

## Производство
Эпизод стал первым в сериале «Симпсоны», и ответственные на телеканале Fox нервничали по поводу передачи, не зная наверняка, сможет ли она удерживать внимание зрителя на протяжении всей серии. Они предложили продюсерам сделать три семиминутных эпизода в серии и четыре специальных выпуска, пока аудитория не свыкнется, но в конце концов создатели пошли на риск, попросив у телеканала выпустить 13 полнометражных серий. Сериал, премьера которого была запланирована на начало осени 1989 года, должен был начаться эпизодом «Some Enchanted Evening», однако из-за серьёзных проблем с его анимацией он вышел как заключительный в сезоне, а сериал начался 17 декабря 1989 года с серии «Simpsons Roasting on an Open Fire».
Эта серия не имеет общей для других эпизодов вступительной заставки, которую Грейнинг добавил уже во втором эпизоде, когда сообразил, что чем длиннее вступительная заставка, тем меньше требуется анимации.
Автором сценария эпизода выступила Мими Понд, а название, отсылающее к строчке «Chestnuts roasting on an open fire» из рождественской песни Роберта Уэллса и Мела Торме «The Christmas Song», придумал штатный автор сериала Эл Джин.

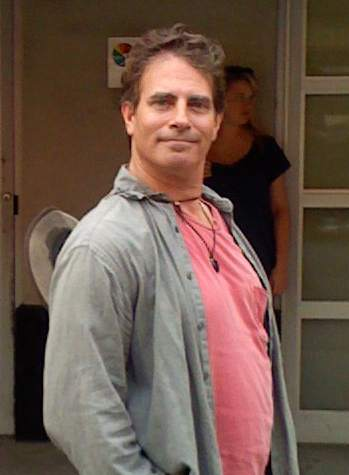
Режиссёр эпизода Дэвид Силверман

Дэвид Силверман режиссировал эту серию, хотя Рич Мур произвёл раскадровку и придумал Фландерса. Несколько сцен были поставлены Эриком Стефани, братом Гвен Стефани. В этой серии у Барни были жёлтые волосы, которые были того же цвета, что и его кожа, но позже было решено, что только у Симпсонов должны быть такие волосы.

## Оценки
Во время премьеры на канале Fox эпизод просмотрело 26,7 млн человек с рейтингом 14,5, что сделало его вторым по популярности шоу на канале Fox.
С момента выхода в эфир этот эпизод получил в основном положительные отзывы от телевизионных критиков. Роберт Каннинг из IGN в обзоре 2008 года отметил, что «хотя он и не самый смешной из эпизодов, он, безусловно, был новаторским. […] С этим эпизодом у Симпсонов была своя предпосылка, и у неё, безусловно, был свой край». В 2009 году IGN поставил эпизод на четвёртое место в своем списке «10 лучших праздничных спецвыпусков», написав «С оригинальным чувством юмора, которое мы научились любить от Симпсонов, и историей, показывающей ценность семьи в праздник Рождества, мы не можем не смотреть это замечательное событие каждый год».
Колин Джекобсон в обзоре на сайте DVD Movie Guide сказал, что эпизод хорош, но не отнёс его к великим ранним Симпсонам: «В течение многих лет я думал о „Roasting“ как об ужасном эпизоде, но это не так. Хотя я не чувствую, что это что-то особенное, оно остаётся довольно интересным шоу, в котором есть несколько развлекательных моментов».
В 2014 году серия была выбрана шоураннером Элом Джин, как один из пяти важных эпизодов в истории шоу.
Серия номинировалась на премию «Эмми» в номинациях «Выдающееся редактирование специальных серий или короткометражек» и «Лучшая анимационная программа».